# Kathleen Brennan
Kathleen Patricia Brennan (Cork, Irlanda; 2 de marzo de 1955) es una compositora, productora musical y artista estadounidense de origen irlandés, esposa y colaboradora del músico y actor Tom Waits.[cita requerida]

## Vida personal
Brennan y Waits se conocieron en 1980, durante el rodaje de la película de Francis Ford Coppola One from the Heart. Waits estaba componiendo la banda sonora para la película mientras Brennan trabajaba en el estudio como analista de guiones. Waits comentó en una entrevista de radio con Chris Douridas el 31 de marzo de 1998: 

"Nos conocimos en Nochevieja en una fiesta de Hollywood. Yo me iba al día siguiente. Me trasladaba a Nueva York y no iba a volver nunca más a Los Ángeles. Fue lo que dije. Pero lo había dicho muchas veces. Me fui durante cuatro meses y luego me llamaron para hacer One from the Heart. Volví y me dieron una pequeña oficina con un piano y estuve trabajando en canciones mientras Kathleen trabajaba en Zoetrope. Era una analista de guiones. Alguien le dijo que bajara y tocara a mi puerta. Lo hizo, picó a la puerta, yo abrí y eso fue todo. Amor a primera vista. Amor a segunda vista."

Kathleen y Tom contrajeron matrimonio el 10 de agosto de 1980, en la Always Forever Wedding Chapel.[cita requerida]
Waits describió a su mujer como: "Una colaboradora extraordinaria, una trapecista y una diosa shiksa. Puede arreglar el camión. Experta en la violeta africana y todo eso. Está fuera de este mundo. No sé qué decir. Soy un hombre afortunado. Tiene una imaginación extraordinaria. Y es la nación en la que vivo. Es atrevida, ingeniosa y audaz".
Brennan aparece como compositora y colaboradora en la gran mayoría de los proyectos musicales de Tom Waits desde The Black Rider, y se le atribuye la introducción de Tom a la música de Captain Beefheart. También se le considera el catalizador de Waits hacia un sonido más experimental que dio comienzo con el álbum Swordfishtrombones. Al respecto, Waits comentó: "No le gusta ser el centro de atención, pero tiene una presencia incandescente en todas las canciones que trabajamos juntos." 
Brennan contribuyó con varias pinturas al libreto que acompaña al álbum de Waits The Black Rider, y formó parte del jurado de la décima edición de los premios de música independiente.
En la actualidad, Brennan reside con su marido y sus tres hijos, Kellesimone, Casey y Sullivan, en California.